# ORGAN²/ASLSP
ORGAN²/ASLSP ist ein Musikstück für Orgel von John Cage aus dem Jahr 1987. Die Abkürzung ASLSP steht für as slow as possible und ist die Anweisung, die vierseitige Partitur so langsam wie möglich zu spielen. Bei der Uraufführung am 21. November 1987 in Metz spielte der Organist Gerd Zacher das Orgelstück in einer Länge von etwas über 29 Minuten. Neuere CD-Einspielungen erschienen von Hans-Ola Ericsson, Christoph Bossert und Dominik Susteck.
Seit dem Jahr 2001 wird es in der Sankt-Burchardi-Kirche in Halberstadt als langsamstes und längstandauerndes Orgelstück der Welt in einer Gesamtdauer von 639 Jahren aufgeführt, der zufolge sich das Projekt als ein Versprechen in die Zukunft versteht und dementsprechend auch als musikalisches Langzeitexperiment gelten kann.

## Entstehung
John Cage komponierte das Stück unter dem Titel ASLSP im Jahr 1985 ursprünglich für Klavier mit Hilfe eines Zufallsprogramms mit dem Computer. Entstanden ist es als Auftragswerk und Wettbewerbsstück für The University of Maryland Piano Festival and Competition, später umbenannt in William Kapell International Piano Competition, uraufgeführt wurde es am 14. Juli 1985 in College Park, Maryland. Die Spielanweisung im Original ist mehrdeutig. ASLSP wird von Cage zuerst als as slow as possible bestimmt, des Weiteren bezieht er sich auf das Zitat „Soft morning city! Lsp!“ aus dem letzten Absatz des Romans Finnegans Wake von James Joyce. Das Werk ist in acht gleich lange Teile unterteilt. 1987 schrieb Cage es für den Organisten Gerd Zacher für Orgel um: ORGAN²/ASLSP.

## Aufführung in Halberstadt
Das John-Cage-Orgel-Kunst-Projekt mit seiner 639-jährigen Realisation von John Cages ORGAN²/ASLSP wird von der eigens dafür gegründeten und rein ehrenamtlich arbeitenden John-Cage-Orgel-Stiftung Halberstadt getragen und finanziert. Einer der Initiatoren war Johann-Peter Hinz, Vorsitzender des Stadtrates von Halberstadt nach der Wende bis 1999, der auch die Burchardikirche als Ort für das Projekt vorschlug. Die nicht renovierte und lediglich gesicherte Kirche ist nach Ansicht der Stiftung ein idealer Ort für das Konzert. Sie soll auch in diesem Zustand bleiben.

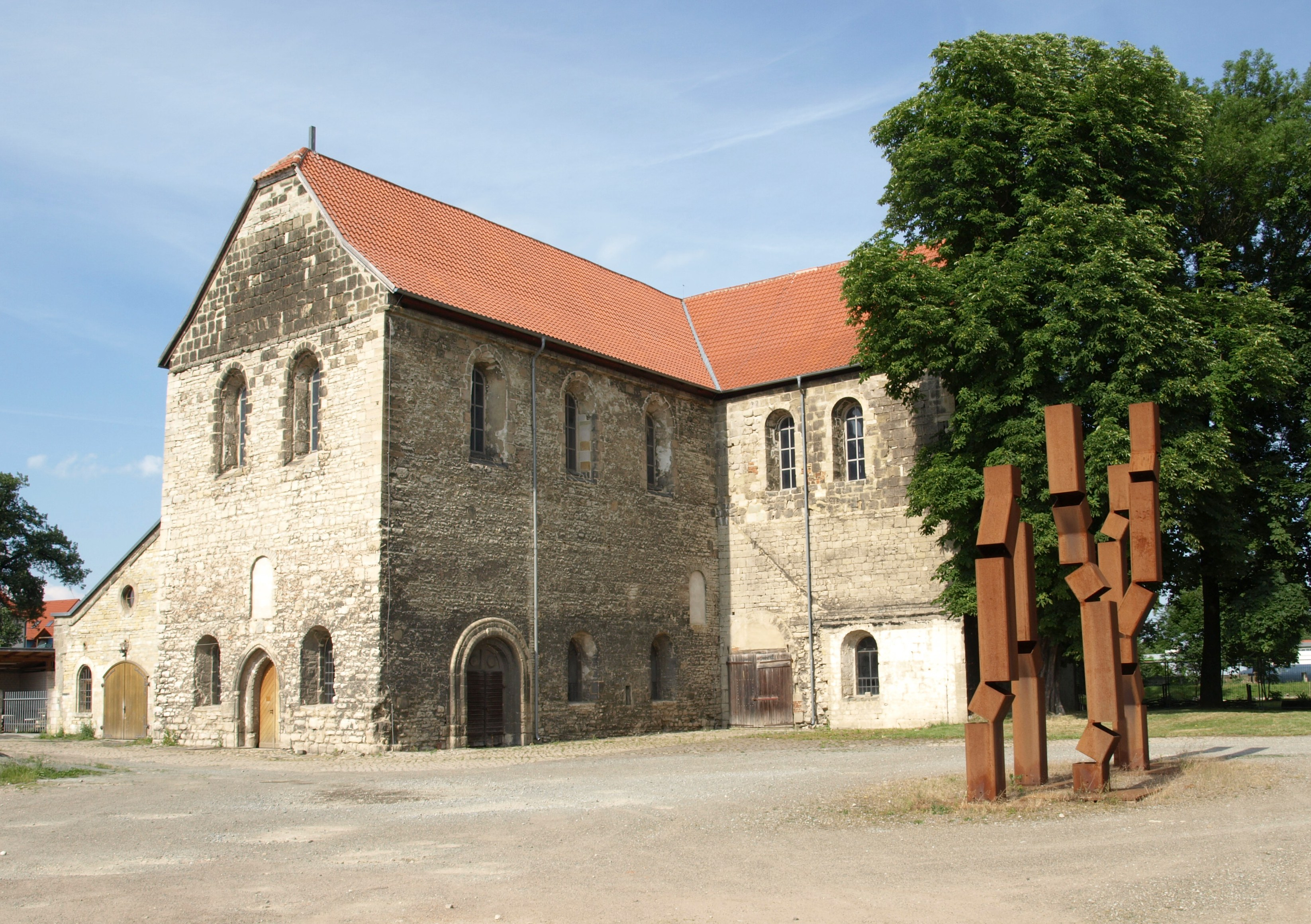
Sankt-Burchardi-Kirche mit der Metallskulptur Brüche der Geschichte von Johann-Peter Hinz

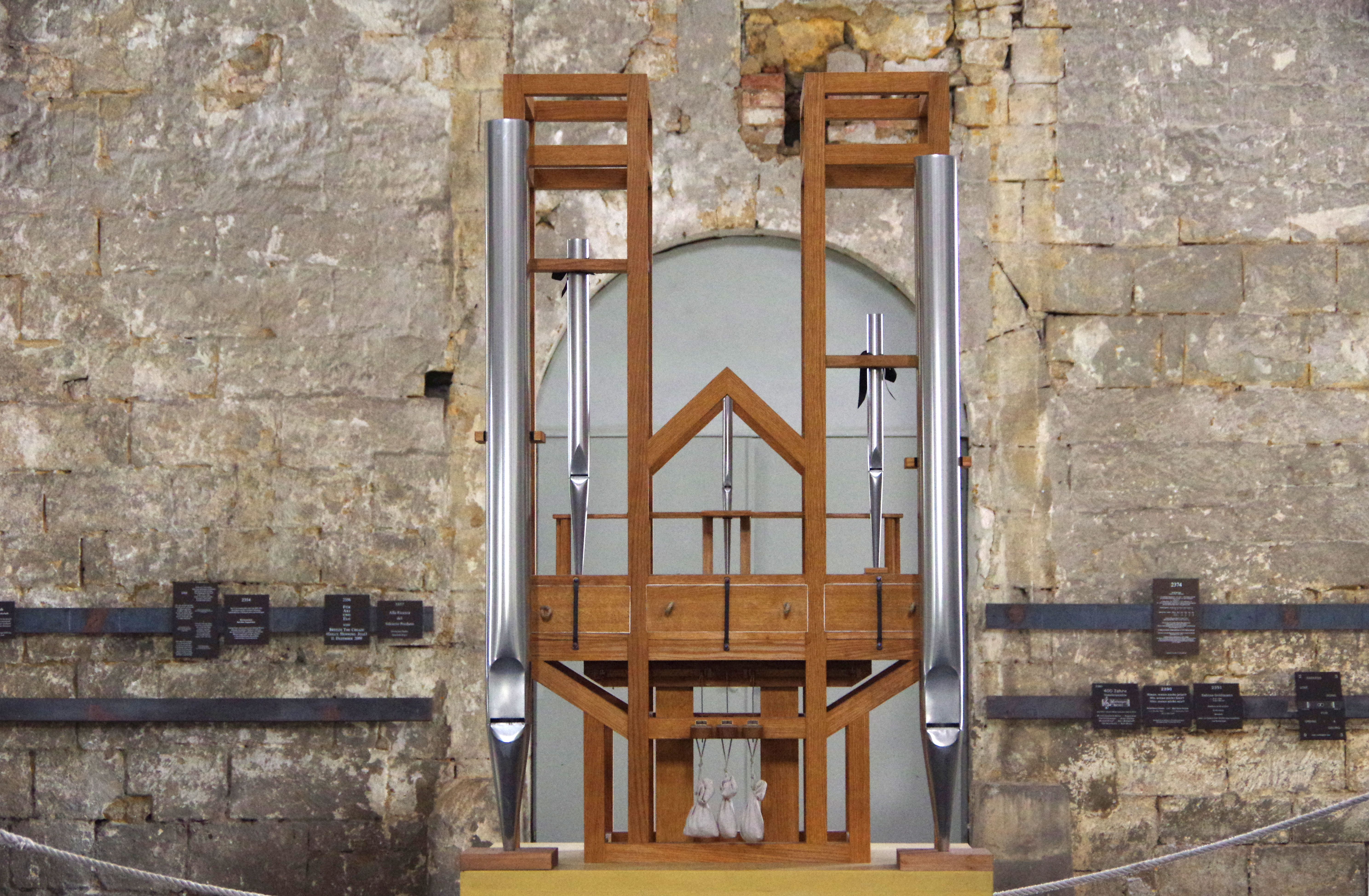
Die Orgel

### Vorgeschichte
Bei einem Orgelsymposium im Jahr 1998 in Trossingen entstand die Idee, die Angabe as slow as possible noch wörtlicher als bei der Uraufführung zu nehmen. Die Wahl für die Realisierung fiel auf Halberstadt, da in der seinerzeit ungenutzten Sankt-Burchardi-Kirche im ehemaligen Kloster Sankt Burchardi ein idealer Aufführungsort gefunden wurde. Zugleich gab es einen Bezug zum Halberstädter Dom, in dem am 20. oder 21. September 1361 eine der ältesten dokumentierten Orgeln der Neuzeit fertiggestellt wurde. Dieser „Fatal Day in Halberstadt“, so Harry Partch in seinem Werk Genesis of a Music 1949, war Ausgangspunkt für die Festlegung der Dauer der Halberstädter Aufführung auf 639 Jahre.
Dieser Zeitraum ergab sich aus der Differenz des Einbaus der alten (nicht erhaltenen) Domorgel von 1361 in den Halberstädter Dom und dem zunächst geplanten Aufführungsbeginn im Jahre 2000. Der Bogen spannt sich also von 1361 über 2000 in das Jahr 2639. Die tatsächliche Aufführung des Werkes konnte jedoch aufgrund von Geldmangel bei dem rein ehrenamtlich betriebenen John-Cage-Orgel-Kunst-Projekt erst am 5. September 2001 beginnen und soll demgemäß auch erst im Jahr 2640 enden. Die vierseitige Partitur wurde für die Aufführung auf die angestrebte Spieldauer von 639 Jahren hochgerechnet. Bei acht gleich langen Teilen und einer Wiederholung dauert ein Teil genau 71 Jahre. Die Klangwechsel des ersten Teils bis zum Jahre 2072 wurden von Christoph Bossert und Rainer O. Neugebauer berechnet.

### Cage-Orgel
In der Planungsphase war noch der Marburger Orgelbauer Gerald Woehl im Projekt involviert. Der Bau der Orgel in der Sankt-Burchardi-Kirche eigens für die Aufführung des Stückes geschieht durch den Kevelaerer Orgelbauer Romanus Seifert & Sohn mit Unterstützung der Firma Orgelbau Reinhard Hüfken aus Halberstadt. Sie steht im südlichen Querhaus der Kirche, während sich die Balganlage im nördlichen Querhaus befindet. Außerdem ist auch ein altes Chorgestühl vorhanden, das ursprünglich nicht aus der Burchardi-Kirche stammt. Um eine Unterbrechung des Stücks bei einem Gebläseausfall zu verhindern, gibt es ein zuschaltbares Ersatzgebläse. In der Orgel können mehrere Orgelpfeifen eingebracht werden. Bei den sogenannten Klangwechseln werden diese entsprechend dem Verlauf der Partitur ausgetauscht.

### Aufführung
Die Realisierung des Stücks begann am 5. September 2001. Da die Aufführung mit einer „Pause“ von fast eineinhalb Jahren einsetzte, war der Gebläseton der erste Orgelklang. Am 5. Februar 2003 war dann mit dem ersten Pfeifenklang der zweite Orgelklang zu hören.
Die Klangwechsel finden allgemein regen öffentlichen Zuspruch, so dass sich zu diesen Zeitpunkten viele Besucher einfinden.

### Termine der Klangwechsel des ersten Teils

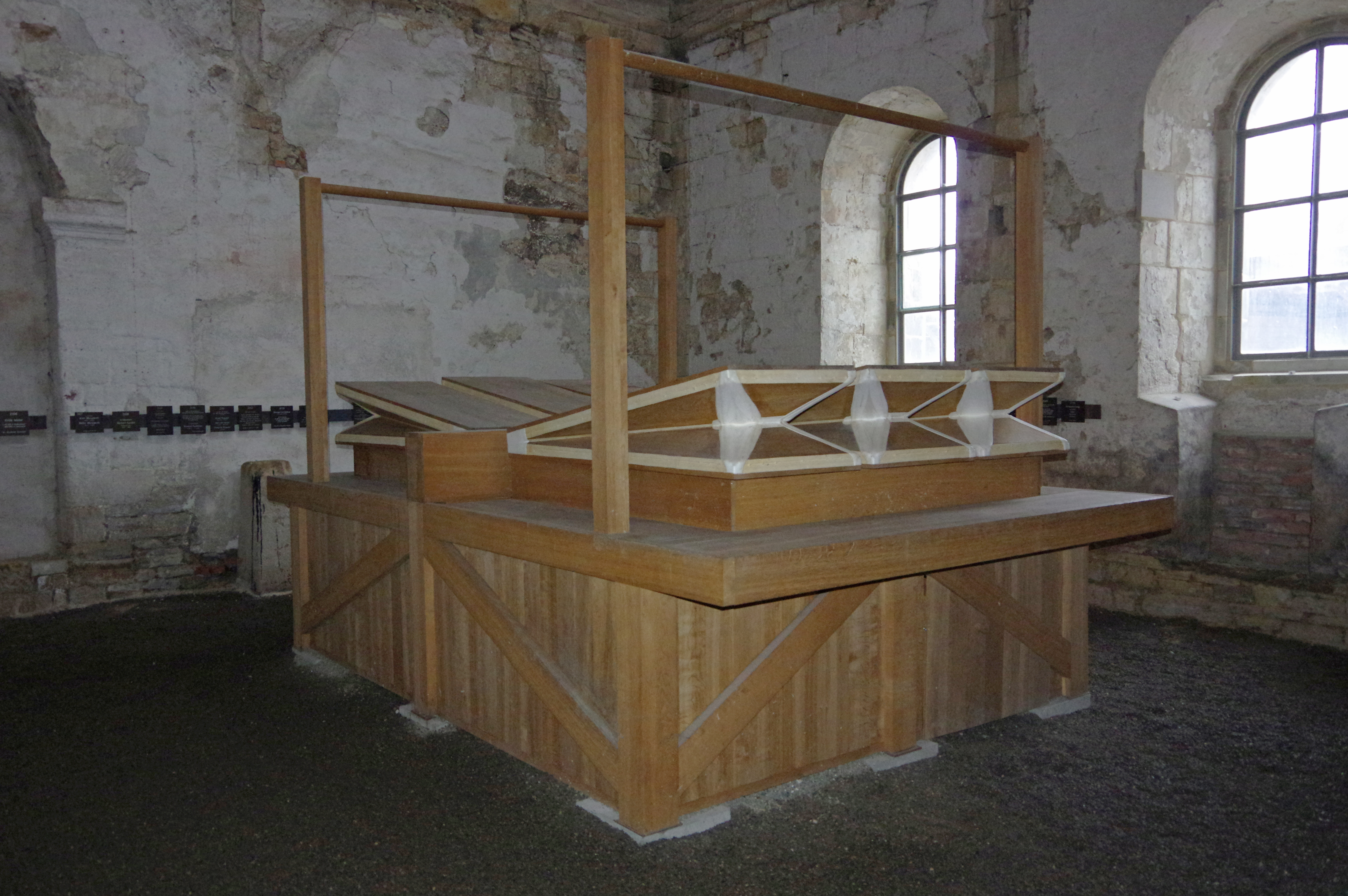
Balganlage

| Impuls | Klangwechsel        | Datum       | Noten                                            | Pfeifen | Audio                  |
| ------ | ------------------- | ----------- | ------------------------------------------------ | ------- | ---------------------- |
| 1      | Start               | 05.09.2001  | nur Blasebalg + Wind                             | 0       |                        |
| 2      | 1. Wechsel          | 05.02.2003  | gis’, h’, gis’’                                  | 3       | Klang                  |
| 3      | 2. Wechsel          | 05.07.2004  | e, e’, gis’, h’, gis’’                           | 5       | Klang                  |
| 4      | 3. Wechsel          | 05.07.2005  | e, e’, gis’’                                     | 3       | Klang                  |
| 5      | 4. Wechsel          | 05.01.2006  | e, e’, a’, c’’, fis’’, gis’’                     | 6       | Klang                  |
| 6      | 5. Wechsel          | 05.05.2006  | a’, c’’, fis’’, gis’’                            | 4       | Klang                  |
| 7      | 6. Wechsel          | 05.07.2008  | c’, as’, a’, c’’, fis’’, gis’’                   | 6       | Klang                  |
| 8      | 7. Wechsel          | 05.11.2008  | as’, a’, c’’, fis’’, gis’’                       | 5       | Klang                  |
| 9      | 8. Wechsel          | 05.02.2009  | d’, as’, a’, c’’, e’’, fis’’, gis’’              | 7       | Klang                  |
| 10     | 9. Wechsel          | 05.07.2010  | d’, as’, a’, c’’, fis’’, gis’’                   | 6       | Klang                  |
| 11     | 10. Wechsel         | 05.02.2011  | as’, a’, c’’, fis’’,                             | 4       | Klang                  |
| 12     | 11. Wechsel         | 05.08.2011  | c’ (16’), des’(16’), a’, c’’, fis’’              | 5       | Klang                  |
| 13     | 12. Wechsel         | 05.07.2012  | c’ (16’), des’(16’)                              | 2       | Klang                  |
| 14     | 13. Wechsel         | 05.10.2013  | c’ (16’), des’(16’), dis’, ais’, e’’             | 5       | Klang                  |
| 15     | 14. Wechsel         | 05.09.2020  | c’ (16’), des’(16’), gis, dis’, e’, ais’, e’’    | 7       | Klang                  |
| 16     | 15. Wechsel         | 05.02.2022  | c’ (16’), des’(16’), dis’, e’, ais’, e’’         | 6       | Klang                  |
| 17     | 16. Wechsel         | 05.02.2024  | c’ (16’), des’(16’), d’, dis’, e’, ais’, e’’     | 7       | Klang                  |
| 18     | 17. Wechsel         | 05.08.2026  | c’ (16’), des’(16’), d’, dis’, e’, a’, ais’, e’’ | 8       | noch nicht eingespielt |
| 19     | 18. Wechsel         | 05.10.2027  | c’ (16’), des’(16’), d’, dis’, a’, ais’, e’’     | 7       | noch nicht eingespielt |
| 20     | 19. Wechsel         | 05.04.2028  | c’ (16’), des’(16’), g, d’, dis’, a’, ais’, e’’  | 8       | noch nicht eingespielt |
| 21     | 20. Wechsel         | 05.08.2028  | c’ (16’), des’(16’), g, dis’, a’, ais’, e’’      | 7       | noch nicht eingespielt |
| 22     | 21. Wechsel         | 05.03.2030  | c’ (16’), des’(16’), g, dis’, ais’, e’’          | 6       | noch nicht eingespielt |
| 23     | 22. Wechsel         | 05.09.2030  | c’ (16’), des’(16’), g, ais’                     | 4       | noch nicht eingespielt |
| 24     | 23. Wechsel         | 05.05.2033  | c’ (16’), des’(16’), ais’                        | 3       | noch nicht eingespielt |
| 25     | 24. Wechsel         | 05.12.2033  | c’ (16’), des’(16’), h, ais’                     | 4       | noch nicht eingespielt |
| 26     | 25. Wechsel         | 05.08.2034  | c’ (16’), des’(16’), f, h, d’, ais’              | 6       | noch nicht eingespielt |
| 27     | 26. Wechsel         | 05.09.2034  | c’ (16’), des’(16’), h, ais’                     | 4       | noch nicht eingespielt |
| 28     | 27. Wechsel         | 05.10.2034  | c’ (16’), des’(16’), ais’                        | 3       | noch nicht eingespielt |
| 29     | 28. Wechsel         | 05.06.2035  | c’ (16’), des’(16’), ais’, des’’                 | 4       | noch nicht eingespielt |
| 30     | 29. Wechsel         | 05.09.2037  | A (16’), c’ (16’), des’(16’), ais’               | 4       | noch nicht eingespielt |
| 31     | 30. Wechsel         | 05.03.2038  | A (16’), c’ (16’), des’(16’), as’, ais’, as’’    | 6       | noch nicht eingespielt |
| 32     | 31. Wechsel         | 05.07.2038  | A (16’), c’ (16’), des’(16’), as’, ais’          | 5       | noch nicht eingespielt |
| 33     | 32. Wechsel         | 05.05.2039  | A (16’), c’ (16’), des’(16’), ais’               | 4       | noch nicht eingespielt |
| 34     | 33. Wechsel         | 05.12.2039  | A (16’), c’ (16’), des’(16’), d’, as’, ais’      | 6       | noch nicht eingespielt |
| 35     | 34. Wechsel         | 05.04.2040  | A (16’), c’ (16’), des’(16’), ais’               | 4       | noch nicht eingespielt |
| 36     | 35. Wechsel         | 05.01.2041  | A (16’), c’ (16’), des’(16’), des, b, ais’       | 6       | noch nicht eingespielt |
| 37     | 36. Wechsel         | 05.03.2042  | A (16’), c’ (16’), des’(16’), ais’               | 4       | noch nicht eingespielt |
| 38     | 37. Wechsel         | 05.11.2043  | c’ (16’), des’(16’), ais’                        | 3       | noch nicht eingespielt |
| 39     | 38. Wechsel         | 05.07.2044  | c’ (16’), des’(16’), a, d’, ais’                 | 5       | noch nicht eingespielt |
| 40     | 39. Wechsel         | 05.03.2045  | c’ (16’), des’(16’), a, d’, e’                   | 5       | noch nicht eingespielt |
| 41     | 40. Wechsel         | 05.03.2046  | c’ (16’), des’(16’), a, d’, e’, h’, c’’, ais’’   | 8       | noch nicht eingespielt |
| 42     | 41. Wechsel         | 05.10.2047  | des’(16’), a, d’, e’                             | 4       | noch nicht eingespielt |
| 43     | 42. Wechsel         | 05.02.2049  | c (16’), des’(16’), a, d’, e’                    | 5       | noch nicht eingespielt |
| 44     | 43. Wechsel         | 05.04.2050  | c (16’), des’(16’),a, d’, dis’, e’, a’           | 7       | noch nicht eingespielt |
| 45     | 44. Wechsel         | 05.02.2051  | c (16’), des’(16’), dis’, a’                     | 4       | noch nicht eingespielt |
| 46     | 45. Wechsel         | 05.11.2051  | c (16’), des’(16’),                              | 2       | noch nicht eingespielt |
| 47     | 46. Wechsel         | 05.05.2053  | c (16’), des’(16’), es, h                        | 4       | noch nicht eingespielt |
| 48     | 47. Wechsel         | 05.11.2054  | des’(16’), es, h                                 | 3       | noch nicht eingespielt |
| 49     | 48. Wechsel         | 05.07.2056  | des’(16’)                                        | 1       | noch nicht eingespielt |
| 50     | 49. Wechsel         | 05.08.2057  | des’(16’), b’                                    | 2       | noch nicht eingespielt |
| 51     | 50. Wechsel         | 05.05.2058  | A (16’), des’(16’), b’                           | 3       | noch nicht eingespielt |
| 52     | 51. Wechsel         | 05.11.2059  | des’(16’), b’                                    | 2       | noch nicht eingespielt |
| 53     | 52. Wechsel         | 05.04.2060  | des’(16’), ges’, b’, c’’, des’’                  | 5       | noch nicht eingespielt |
| 54     | 53. Wechsel         | 05.06.2060  | des’(16’), b’                                    | 2       | noch nicht eingespielt |
| 55     | 54. Wechsel         | 05.11.2060  | des’(16’), e’                                    | 2       | noch nicht eingespielt |
| 56     | 55. Wechsel         | 05.02.2061  | des’(16’), e’, h’, c’’, es’’, c’’’               | 6       | noch nicht eingespielt |
| 57     | 56. Wechsel         | 05.04.2061  | des’(16’), e’, h’                                | 3       | noch nicht eingespielt |
| 58     | 57. Wechsel         | 05.09.2061  | des’(16’), d’, h’                                | 3       | noch nicht eingespielt |
| 59     | 58. Wechsel         | 05.08.2062  | des’(16’), ais, d’, dis’, fis’, h’               | 6       | noch nicht eingespielt |
| 60     | 59. Wechsel         | 05.02.2064  | des’(16’), d’, dis’, h’                          | 4       | noch nicht eingespielt |
| 61     | 60. Wechsel         | 05.01.2067  | des’(16’), a, d’, a’, h’                         | 5       | noch nicht eingespielt |
| 62     | 61. Wechsel         | 05.06.2067  | des’(16’), a, a’, h’                             | 4       | noch nicht eingespielt |
| 63     | 62. Wechsel         | 05.07.2068  | des’(16’), h’                                    | 2       | noch nicht eingespielt |
| 64     | 63. Wechsel         | 05.03.2071  | h’                                               | 1       | noch nicht eingespielt |
| 65     | 64. Wechsel         | 05.07.2071  | nur Blasebalg + Wind                             | 0       | noch nicht eingespielt |
|        | Ende Teil 1         | 04.09.2072  | nur Blasebalg + Wind                             | 0       |                        |
|        |                     | Mitternacht |                                                  |         |                        |
|        | Start nächster Teil | 05.09.2072  | nur Blasebalg + Wind                             | 0       |                        |

### Finanzierung

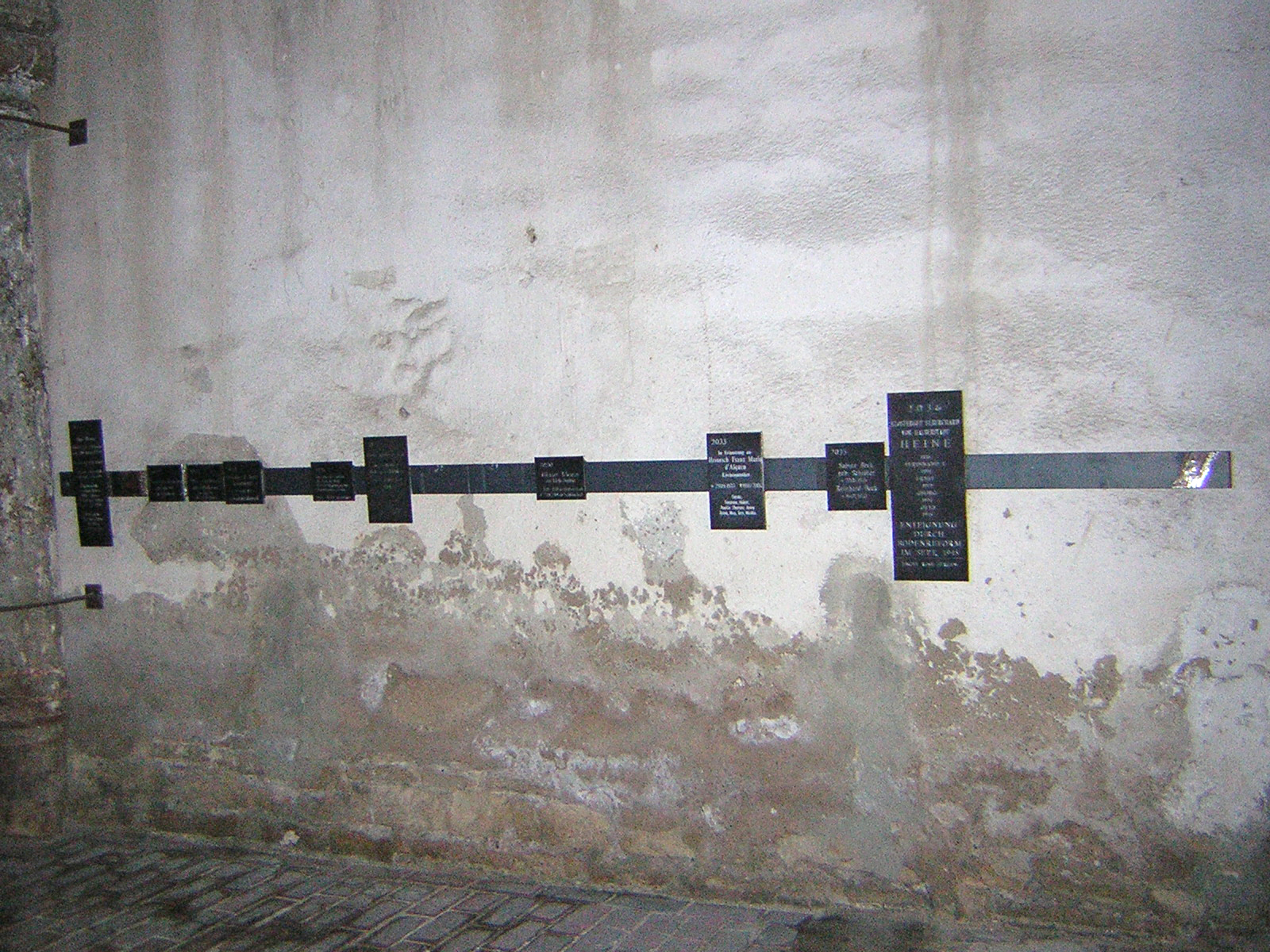
Stiftertafeln am Stahlband (im Jahr 2006 noch lückenhaft)

Da die John-Cage-Orgel-Stiftung keine institutionelle Förderung erhält, ist sie auf Spenden angewiesen. Neben einem klassischen Förderverein wurden für Spendenwillige zusätzliche Angebote geschaffen, die einen besonderen Bezug zum Projekt haben:
- Bis August 2021 gab es die Möglichkeit, das Projekt mit einer sogenannten „Stiftertafel“ zu unterstützen.[15] Diese Tafeln, eine für jedes Aufführungsjahr, wurden in der Kirche an einem umlaufenden Stahlband angebracht. Jeder Spender und jede Spendergruppe, die mindestens 1200 EUR investierten, konnten sich eine Tafel zuteilen lassen und für deren Beschriftung einen Text ihrer Wahl vorgeben. Die Stiftertafeln können auf der Website des Projektes eingesehen werden.[16]
- Im Februar 2022 hat der Künstler Olaf Wegewitz das Projekt „ASLSP leben Steine“ ins Leben gerufen. In Anlehnung an das Zufallsprinzip, das schon der Komposition Cages zugrunde liegt, hat er die Partitur per Zufall (mittels Spielwürfeln) in 232 Abschnitte zerlegt, welche die Grundlage für die Komposition einer Serie von 232 Grafiken bildeten: Die farbigen Zeichnungen auf handgeschöpftem Bütten tragen die Abdrücke von Steinen, deren Anzahl der Zahl der Noten im jeweiligen Zufallsabschnitt entspricht. Auch der Preis für jedes dieser Werke hat mit 639 EUR (der Betrag entspricht der Aufführungsdauer) einen unmittelbaren Bezug zum Projekt.[17][18][19]
- Inzwischen existiert eine weitere Fördermöglichkeit: der Erwerb eines „Final Tickets“. Dabei handelt es sich um eine Art Kunstaktie, die den jeweiligen Besitzer zur Teilnahme an der Abschlussveranstaltung am 4. September 2640 [sic!] berechtigt. Das Ticket wird für 2640 € verkauft. Es wird als fälschungssicher gravierte Plakette ausgeführt, ist übertragbar und kann vom Käufer an die Nachfahren vererbt werden.[20][21]